# Gremiasco
Gremiasco é uma comuna italiana da região do Piemonte, província de Alexandria, com cerca de 361 habitantes. Estende-se por uma área de 17,38 km², tendo uma densidade populacional de 21 hab/km². Faz fronteira com Bagnaria (PV), Brignano-Frascata, Cecima (PV), Fabbrica Curone, Montacuto, Ponte Nizza (PV), San Sebastiano Curone, Varzi (PV).

## Demografia
| Variação demográfica do município entre 1861 e 2011                               |
|                                                                                   |
| Fonte: Istituto Nazionale di Statistica (ISTAT) - Elaboração gráfica da Wikipedia |